# Ophiorrhiza nelsonii
Ophiorrhiza nelsonii är en måreväxtart som beskrevs av Berthold Carl Seemann. Ophiorrhiza nelsonii ingår i släktet Ophiorrhiza och familjen måreväxter. Inga underarter finns listade i Catalogue of Life.